# 麥特·達菲
馬修·麥可·達菲（英語：Matthew Michael Duffy，1991年1月15日—），為美國職棒大聯盟的三壘手，目前為自由球員，先前曾效力於巨人、光芒、遊騎兵、小熊、天使、皇家與遊騎兵等隊。他在2012年選秀被巨人隊選走，並於2014年拿下世界大賽冠軍。

## 職業生涯

### 舊金山巨人
2014年8月1日，達菲登上大聯盟。該年他出賽34場，60個打數，打擊率2成67。2014年國家聯盟冠軍賽第2場，達菲靠著紅雀投手暴投跑回追平分。球隊最後順利打進世界大賽，達菲也成為史上第五位打進世界大賽的菜鳥球員。當時他只有23歲，是巨人隊陣中最年輕的球員。
2015年4月5日，達菲進入巨人隊開季先發名單中。4月15日，他擊出大聯盟生涯首轟。5月10日，達菲在9局下滿壘時擊出再見安打。5月12日，達菲達成個人單場5分打點，成為繼2010年的巴斯特·波西後，隊史第一位達成單場5分打點的菜鳥球員。
該年由於三壘手凱西·麥克基表現低迷，因此球隊讓達菲成為主力三壘手。最後麥克基在6月30日被球隊給指定讓渡。6月27日和6月28日，達菲都差一支安打就達成完全打擊。7月10日，達菲締造個人新高的單場4支安打，球隊也以15比2大勝。
該年達菲贏得了威利·麥克獎，他是第一位贏得此獎項的菜鳥球員。該年他打擊率2成95，12轟77分打點。他在新人王票選排名第二，僅次於「老大」克里斯·布萊恩。
2016年5月7日，達菲在延長賽擊出再見二壘安打。6月21日，他因為阿基里斯腱受傷而進入傷兵名單。該年他在巨人隊的打擊率為2成53。

### 坦帕灣光芒
2016年8月1日，巨人隊用達菲、Michael Santos和Lucius Fox向光芒隊交易麥特·摩爾。9月7日，因為達菲舊傷復發，最後球隊提前讓他結束球季。該年他在光芒隊打擊率為2成76。
2017年，球隊原本預計讓達菲以游擊手身分出發。不過他的復原情況並不好，結果該年達菲完全沒有在大聯盟出賽過。2017年球季結束後，達菲去打了冬季聯盟，準備在2018年回歸球場。
由於球隊在2017年球季結束後將三壘手埃文·朗歌利亞交易至巨人，因此達菲成為球隊的先發三壘手。2018年4月17日，達菲短暫的進入傷兵名單，不過很快就回到球場上。6月13日，達菲在面對藍鳥隊時擊出再見安打，球隊也以1比0獲勝。該年他的打擊率為2成94，並敲出4轟與44分打點。他的純長打率（ISO）也是大聯盟最低，僅.072。
2019年，達菲因為傷病困擾僅出賽46場比賽。最後他在11月20日被球隊放進指定讓渡名單，並於2天後遭到球隊釋出。

### 德州遊騎兵
2020年1月30日，達菲與遊騎兵隊簽下小聯盟約。他在6月28日被球隊釋出。

### 紐約洋基
2020年6月28日，在被釋出的同一天，達菲和洋基簽下了小聯盟合約。他也受邀至洋基隊的60人夏訓名單。

### 芝加哥小熊
2020年12月21日，達菲與小熊隊簽下小聯盟合約。2021年3月28日，他入選40人名單內。6月29日，達菲因為背傷而進入60天傷兵名單。

### 洛杉磯天使
2022年3月16日，達菲和天使隊簽下1年150萬美元的合約。

## 外部連結
- 球員資訊和成績在MLB ，ESPN ，Retrosheet ，Baseball Reference ，Baseball Reference (Minors) ，Fangraphs ，The Baseball Cube （英文）
- 麥特·達菲的X（前Twitter）